# Momoy

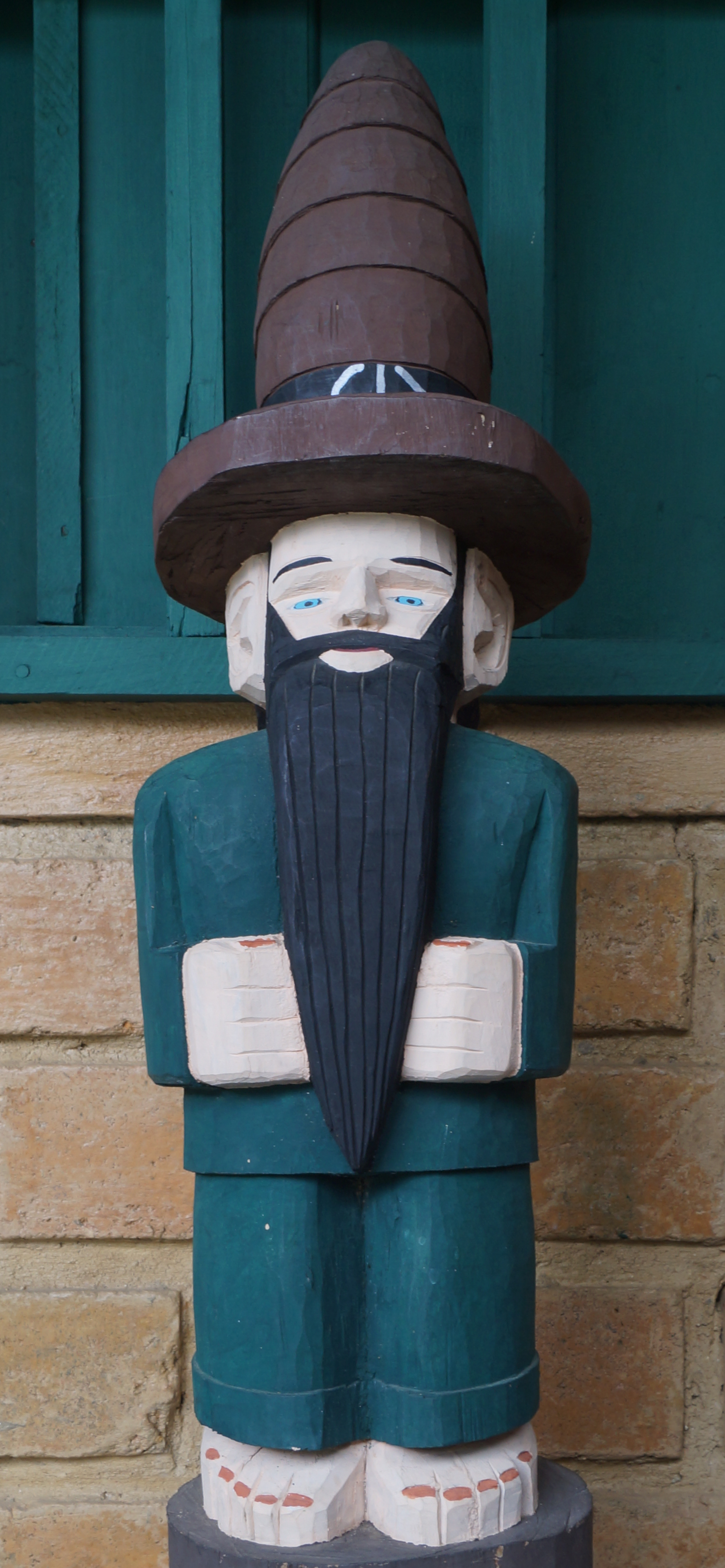
Escultura de un momoy.

Los momoyes, mamóes, mumúes o espíritus del agua son un tipo de duendes del folclore venezolano, habitantes de los Andes venezolanos desde tiempos precolombinos.

## Aspecto físico
Los Momoyes son descritos como pequeños hombrecitos de unos 40 cm de altura. Pueden estar vestidos a la manera indígena, adornando su cuerpo con plumas, hojas y flores, ayudándose a caminar con un bastón. También se los describe con barbas largas ataviados por enormes sombreros de cogollo.

## Zona de influencia
Los Momoyes habitan la región andina de Venezuela, principalmente en el estado Trujillo (específicamente en el  municipio de Boconó) y en el estado Mérida, primordialmente en sus lagunas y ríos.

## Personalidad
Se las describe como criaturas benignas, traviesas, y defensoras del medio ambiente. 
Por su carácter de duendes protectores de las sementeras, la agricultura y el medio ambiente en general, se cuentan anécdotas acerca de las airadas reacciones que los Momoyes pueden tener hacia aquellos visitantes de los bosques que dejan sus desperdicios contaminantes en forma desaprensiva. Se cuenta que un Momoy devolvió, arrojándosela violentamente a su dueño, una lata de refresco que previamente éste había intentado hundir en una laguna. También se cuenta de un Momoy del Páramo de la Culata (Mérida) de personalidad muy violenta, y que azotaba con su bastón a los viajeros que acampaban en el lugar, especialmente si no eran cuidadosos con sus desperdicios.
A los Momoyes les gusta hacer víctimas a los viajeros de sus bromas pesadas, las cuales generalmente no son más terribles que el esconderles o extraviarles alguno de sus enseres domésticos. Por lo demás, su presencia es percibida por todo tipo de actividades, como por ejemplo cantando, silbando, etc. De todos modos, si los viajeros no quieren ser molestados por los Momoyes, les bastaría con ignorarlos, actitud que no podrían soportar.